# Hồ Khovsgol
Hồ Khovsgol hay hồ Khuvsgul (tiếng Mông Cổ: Хөвсгөл нуур, Khövsgöl nuur, chữ viết kinh điển: Köbsügül naɣur), còn gọi là Khovsgol dalai (Хөвсгөл далай, biển Khovsgol) hay Dalai Eej (Далай ээж, biển mẹ) là hồ lớn thứ hai và sâu nhất tại Mông Cổ cũng như đứng thứ 10 châu Á về diện tích và đứng thứ 4 châu Á về độ sâu.

## Địa lý
Khovsgol nuur nằm ở phía tây bắc Mông Cổ gần biên giới với Nga, tại chân dãy núi Đông Sayany, nghĩa là ở phía nam của hệ thống đứt gãy Baikal. Nó nằm tại độ cao khoảng 1.645 m trên mực nước biển, dài 136 km, rộng khoảng 36,5 km và chỗ sâu nhất đạt tới 267 m. Nó chứa khoảng 70% toàn bộ nước ngọt của Mông Cổ và 0,4-2% tất cả lượng nước ngọt trên thế giới
Lưu vực của nó tương đối nhỏ và có khoảng 96 sông, suối nhỏ đổ vào. Đường thoát nước duy nhất của nó nằm tại phía nam hồ, nối vào sông Egiin Gol, và con sông này lại nối vào sông Selenge để cuối cùng đổ vào hồ Baikal. Tổng thể, nước hồ phải chu du một khoảng cách trên 1.000 km và chênh lệch độ cao là khoảng 1.169 m, mặc dù khoảng cách theo đường chim bay giữa hai hồ này chỉ khoảng trên 200 km. Vị trí của nó ở miền bắc Mông Cổ giúp tạo thành ranh giới tự nhiên phía nam của các khu rừng taiga bạt ngàn của Siberi, trong đó loài cây thống lĩnh là thông rụng lá Siberi (Larix sibirica).
Hồ này được bao quanh bởi một số dãy núi. Đỉnh núi cao nhất là Bürenkhaan / Mönkh Saridag (3.492 m), với đỉnh của nó ở phía bắc hồ nằm ngay trên đường biên giới Nga-Mông Cổ. Bề mặt hồ bị đóng băng hoàn toàn trong mùa đông. Lớp băng dày và cứng đủ để cho các xe tải nặng có thể đi qua, vì thế các hành trình vận tải cũng từng được thiết lập trên mặt hồ như là một kiểu đường tắt cho các loại đường bộ thông thường. Tuy nhiên, thực tiễn này hiện nay đã bị cấm nhằm ngăn chặn ô nhiễm đối với hồ do rò rỉ dầu nhớt từ ô tô cũng như do xe tải có thể bị sụt khỏi lớp băng. Người ta ước tính rằng khoảng 30-40 ô tô đã bị chìm trong hồ theo thời gian.

## Tầm quan trọng sinh thái
Hồ Khovsgol là một trong số 17 hồ cổ đại trên khắp thế giới đã trên 2 triệu năm tuổi và có lẽ là một trong các hồ cổ xưa nhất (hồ Vostok ở châu Nam Cực khoảng trên 1 triệu năm tuổi) và là nguồn dự trữ nước uống đáng kể nhất của Mông Cổ. Nước trong hồ có thể uống được mà không cần phải qua xử lý và tạo các điều kiện sống thuận lợi cho nhiều loại cá.
Khu vực xung quanh hồ là một vườn bảo tồn quốc gia lớn hơn cả vườn quốc gia Yellowstone tại Hoa Kỳ với diện tích 838,1 nghìn ha (số liệu năm 1992) và được bảo vệ chặt chẽ như là vùng chuyển tiếp giữa vùng thảo nguyên Trung Á và vùng rừng taiga Siberi. Hồ này theo truyền thống được coi là thần thánh trong vùng đất chịu các điều kiện khô hạn trong đó phần lớn các hồ là nước mặn.
Vườn quốc gia này là nơi sinh sống của nhiều loài động vật hoang dã như dê rừng Siberi (Capra sibirica), cừu aga (Ovis ammon), hươu đỏ (Cervus elaphus), sói xám (Canis lupus), chồn sói (Gulo gulo), hươu xạ Siberi (Moschus moschiferus), gấu nâu (Ursus arctos), nai sừng tấm Siberi (Alces alces cameloides) và chồn zibelin (Martes zibellina).
Khu vực nghiên cứu sinh thái dài hạn Khovsgol (Khuvsgul), (tên tiếng Anh: Hövsgöl (Khövsgöl) Long-term Ecological Research Site, viết tắt: Khovsgol LTERS) được thành lập năm 1997 và chương trình nghiên cứu rộng lớn đã bắt đầu ngay sau đó. Hiện nay, là một phần của mạng lưới quốc tế các khu vực nghiên cứu dài hạn, Khovsgol LTERS cung cấp một khung cảnh cho việc nuôi dưỡng cơ sở hạ tầng khoa học và môi trường của Mông Cổ, cho nghiên cứu thay đổi khí hậu và cho phát triển các phản ứng bền vững đối với một số thách thức môi trường mà hồ cũng như nguồn cung cấp nước cho nó phải đối mặt.

## Từ nguyên và chuyển ngữ
Tên gọi Khovsgol có nguồn gốc từ tiếng Turk để chỉ "hồ nước xanh".. Nuur là từ trong tiếng Mông Cổ để chỉ "hồ". Có nhiều cách chuyển tự khác nhau, phụ thuộc vào việc chữ "х" trong bảng chữ cái Cyril được chuyển thành "h" hay "kh", hay chữ cái "ө" được chuyển thành "ö", "o" hay "u". Việc chuyển tự tên gọi của hồ từ dạng chữ viết Mông Cổ kinh điển thành Hubsugul, Khubsugul v.v cũng có thể được tìm thấy. 

## Thư viện ảnh

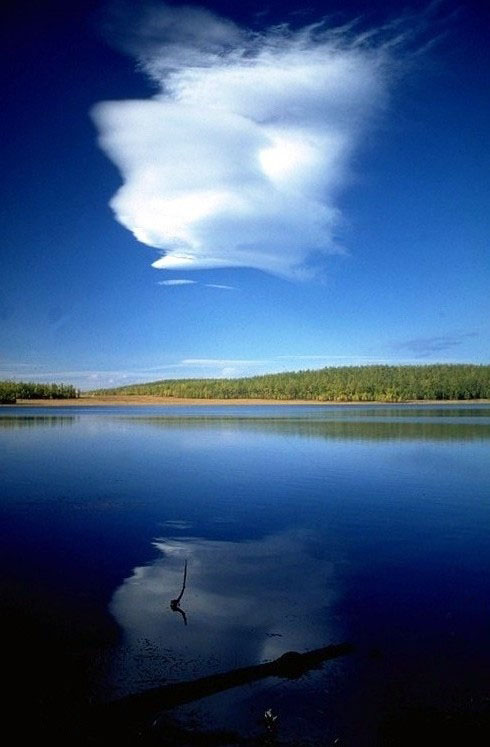
Hồ Khovsgol
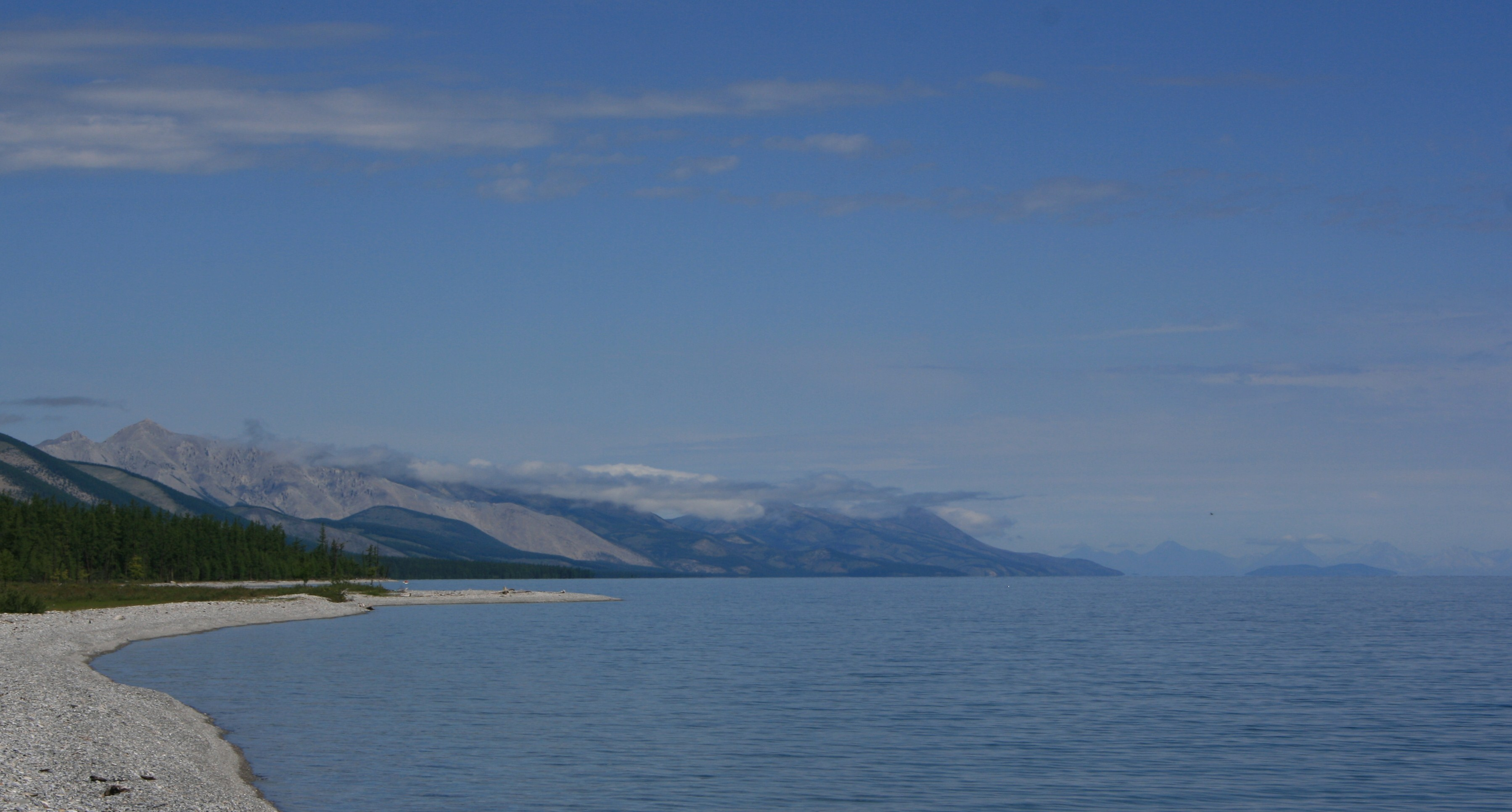
Các rặng núi ở phía tây hồ
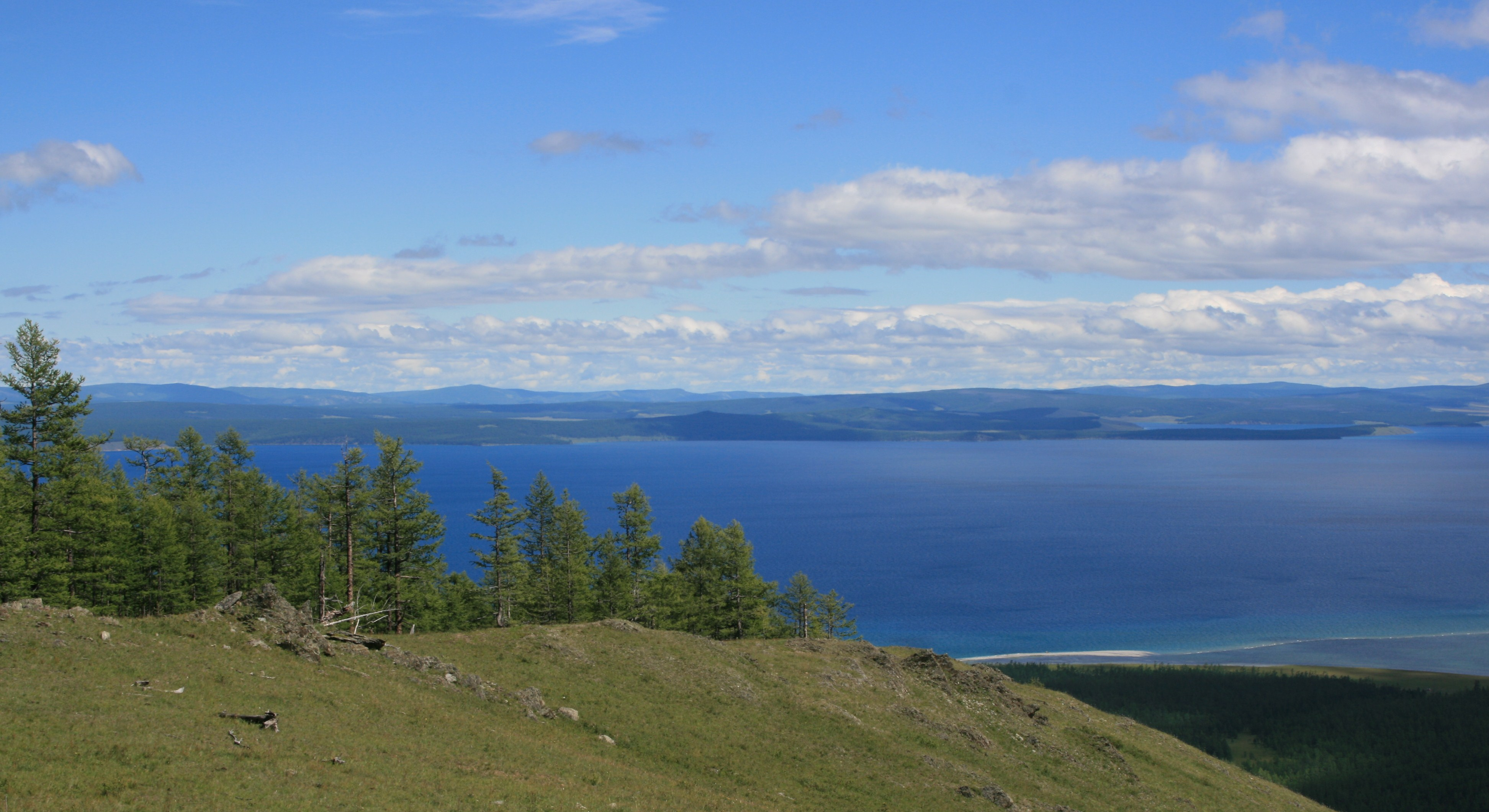
Cảnh quan phía đông hồ